# Kawiarnia Europejska w Krakowie
Kawiarnia Europejska – restauracja i kawiarnia znajdująca się w Krakowie, w dzielnicy I Stare Miasto, przy Rynku Głównym 35, w Pałacu „Pod Krzysztofory”, na Starym Mieście.

## Historia
Kawiarnia została założona w 1929 przez cukiernika K. Danka na terenie dawnego Salonu Lamp i Porcelany G.G. Bazesa w Pałacu „Pod Krzysztofory” przy Rynku Głównym 35. Początkowo działała jako cukiernia. Posiadała elegancki wystrój, w którego skład wchodziły stiuki, lustra oraz ozdoby wykonane z porcelanowego mosiądzu.
W 1949 restauracja została upaństwowiona i prowadzona przez Krakowskie Zakłady Gastronomiczne, a od 1976 przez Krajowy Związek Rewizyjny Spółdzielni Spożywców „Społem”. W 1993 kawiarnia została przejęta przez Muzeum Historyczne Miasta Krakowa, które następnie oddało lokal w najem osobie prywatnej. Najemca przeprowadził remont lokalu, który nadał wnętrzu stylistykę typowej klubowej kawiarni wiedeńskiej z lat 20. XX wieku.
W 2019 został przeprowadzony kolejny remont. Z pierwotnego wystroju lokalu zachowały się: plafon w pierwszej sali oraz rombowa dekoracja sklepienia kolebkowego (stiuk) w drugiej sali.